# بینفیلد
بینفیلد (به انگلیسی: Binfield) یک روستا و محله مدنی در بریتانیا است که در برکنل فورست واقع شده‌است. بینفیلد ۷٬۸۸۰ نفر جمعیت دارد.